# Seguridad Social de Colombia
Todos los colombianos, y en especial todo trabajador, tiene derecho a que se le garantice la seguridad social integral, entendida esta como la cobertura en salud y los riesgos de invalidez, vejez y muerte, al igual que la cobertura en caso de accidentes de trabajo.
Aunque la Constitución Nacional establece que el Estado debe garantizar la seguridad social de los ciudadanos, quienes realmente la deben garantizar son los empleadores que vinculan trabajadores mediante contrato de trabajo, puesto que deben afiliar al trabajador a las distintas entidades que administran la seguridad social.
La ley 100 de 1993, que es el marco legal general de la seguridad social, define a esta de la siguiente forma:
La Seguridad Social Integral es el conjunto de instituciones, normas y procedimientos, de que disponen la persona y la comunidad para gozar de una calidad de vida, mediante el cumplimiento progresivo de los planes y programas que el Estado y la sociedad desarrollen para proporcionar la cobertura integral de las contingencias, especialmente las que menoscaban la salud y la capacidad económica, de los habitantes del territorio nacional, con el fin de lograr el bienestar individual y la integración de la comunidad.
Eficiencia
Es la mejor utilización social y económica de los recursos administrativos, técnicos y financieros disponibles para que los beneficios a que da derecho la seguridad social sean prestados en forma adecuada, oportuna y suficiente.
Universalidad
Es la garantía de la protección para todas las personas, sin ninguna discriminación, en todas las etapas de la vida. Para siempre.
Solidaridad
Es la práctica de la mutua ayuda entre las personas, las generaciones, los sectores económicos, las regiones y las comunidades bajo el principio del más fuerte hacia el más débil.Es deber del Estado garantizar la solidaridad en el sistema de seguridad social mediante su participación, control y dirección del mismo.Los recursos provenientes del erario público en el sistema de seguridad se aplicarán siempre a los grupos de población más vulnerables. seguir con la segundo punto
Integridad
Es la cobertura de todas las contingencias que afectan la salud, la capacidad económica y en general las condiciones de vida de toda la población. Para este efecto cada quien contribuirá según su capacidad y recibirá lo necesario para atender las contingencias amparada por la ley.
Unidad
Es la articulación de políticas, instituciones, regímenes, procedimientos y prestaciones para alcanzar los fines de la seguridad social de niños adultos etc.
Participación
Es la intervención de la comunidad a través de los beneficiarios de la seguridad social en la organización, control, gestión y fiscalización de las instituciones y del sistema en su conjunto.
Progresividad
En este principio se manifiesta que las reformas a la seguridad social se harán gradualmente, para ampliar su cobertura a toda la población y mejorar la calidad de vida de la misma.

## Componentes del Sistema
- El Sistema General de Pensiones tiene como objetivo asegurar a la población el cubrimiento de los riesgos o contingencias derivados de la vejez, la invalidez y la muerte, por medio del reconocimiento de pensiones y prestaciones determinadas por la Ley. Este sistema busca además la ampliación de la cobertura a segmentos de la población no cubiertos hasta ese momento por el antiguo Sistema. Con la Ley 100 se autoriza la creación de las Sociedades Administradoras de Fondos de Pensiones, encargadas de administrar los recursos destinados a pagar las pensiones de los afiliados que escojan pensionarse de acuerdo con las condiciones en que estos fondos operaran de acuerdo con las disposiciones que dicha Ley exige. También reglamenta y autoriza el manejo del régimen pensional manejado por el Instituto de Seguros Sociales y por el cual se reconoce un porcentaje fijo de pensión de acuerdo con el cumplimiento de requisitos de edad y tiempo cotizado.

- El Sistema General de Seguridad Social en Salud establecido en la Ley 100 de 1993, implicó respecto al sistema anterior que sustituyó tres reformas fundamentales: la participación del sector privado en la prestación de servicios de salud a los trabajadores colombianos, adicional al Instituto de Seguros Sociales I.S.S., la creación del Fondo de Solidaridad y Garantía para asegurar un nuevo sector subsidiado en Colombia y la posibilidad para todos los trabajadores de elegir la entidad promotora de salud.

- El Sistema General de Riesgos Laborales regula la atención de los eventos derivados de los riesgos ocupacionales de manera independiente en lo financiero al sistema que cubre los eventos por enfermedad general. Todo empleador tiene la obligación de afiliar a sus empleados a una Aseguradora de Riesgos Laborales (ARL) que es la responsable de cubrir los eventos derivados de riesgos ocupacionales o de trabajo. El valor total del aporte le corresponde al empleador y con esa afiliación se cubren todos los gastos de salud que ocasionen los accidentes o enfermedades laborales, así como el pago de los días de incapacidad. La prestación de servicios de salud necesaria para la atención de los accidentes o enfermedades es realizada por la EPS a la que se encuentre afiliado, entidad que recobrará los gastos ocasionados a la ARL.

- Servicios sociales complementarios. Este componente de la ley 100 trata acerca de auxilios a los Ancianos indigentes, tiene como objetivo apoyar a los ancianos que estén en estas condiciones, económicamente. Los ancianos en estas condiciciones deben cumplir con ciertos requisitos: ser colombiano, tener más de 65 años, residir por más de 10 años en Colombia, carencia de recursos, residir en una institución especializada.

## Entidades del Sistema de Seguridad Social Integral en Colombia
- Entidades Promotoras de Salud E.P.S.
- Instituciones Prestadoras de servicios de Salud I.P.S.
- Fondos de Cesantías
- Sociedades Administradoras de Fondos de Pensiones -AFP
- Administradoras de Riesgos Laborales, ARL.

## Sistema general de pensiones
El sistema de pensiones en Colombia está compuesto por el Régimen Solidario de Prima Media con Prestación Definida y el Régimen de Ahorro Individual con Solidaridad. y es manejado básicamente por Colpensiones entidad pública que administra el régimen pensional de prima media y por las Administradoras de Fondos de Pensiones y de Cesantía de Colombia (AFP) instituciones financieras de carácter privado, vigiladas por la Superintendencia Financiera de Colombia, cuyo objeto exclusivo es la administración y manejo de fondos y planes de pensiones del régimen pensional de ahorro individual con solidaridad así como de los fondos de cesantía o prestación social que todo empleador debe reconocer a sus trabajadores con el fin de que este pueda atender sus necesidades primarias en caso de quedar cesante.
El papel de las AFP incluye el pago de las cotizaciones al sistema de salud, descontando el monto correspondiente de las pensiones que administran para la afiliación en el régimen contributivo de los pensionados.
| Año                                                              | Porcentaje de cotización sobre salario % ** | Empleador (%) | Trabajador (%) | Norma      |
| ---------------------------------------------------------------- | ------------------------------------------- | ------------- | -------------- | ---------- |
| 1966                                                             | 5%                                          |               |                | [ nota 1 ] |
| 1994                                                             | 11.5% = 8% + 3.5%                           | 8.625%        | 2.875%         | [ nota 2 ] |
| 1995                                                             | 12.5% = 9% + 3.5%                           | 9.375%        | 3.125%         |            |
| 1996                                                             | 13.5% = 10% + 3.5%                          | 10.125%       | 3.375%         |            |
| 2003                                                             | ...13.5%                                    |               |                | [ nota 3 ] |
| 2004                                                             | 14.5% = 13.5% + 1%                          |               |                |            |
| 2005                                                             | 15% = 14.5% + 0.5%                          |               |                |            |
| 2006                                                             | 15.5% = 15% + 0.5%                          |               |                |            |
| 2007                                                             | 15.5%                                       |               |                | [ nota 4 ] |
| 2008                                                             | 16% = 15.5% + 0.5%                          | 12%           | 4%             |            |
| Fuente: Ministerio del Trabajo y decretos del Gobierno nacional. |                                             |               |                |            |

## Sistema de Protección Social
El Sistema de la Protección Social es el conjunto de políticas públicas destinadas a disminuir la vulnerabilidad y a mejorar la calidad de vida de los colombianos, especialmente de los más desprotegidos para obtener como mínimo el derecho a la salud, la pensión y el trabajo.

## Pagos
| Año                                                              | Porcentaje de cotización sobre salario % ** | Empleador (%) | Trabajador (%) | Norma      |
| ---------------------------------------------------------------- | ------------------------------------------- | ------------- | -------------- | ---------- |
| 2008                                                             | 12.5%                                       | 8.5%          | 4%             | [ nota 5 ] |
| Fuente: Ministerio del Trabajo y decretos del Gobierno nacional. |                                             |               |                |            |